# 月球與行星研究所
月球與行星研究所（英語：Lunar and Planetary Institute，縮寫：LPI）是一個美國的研究機構，總部位於德克薩斯州休士頓。該研究所的主要研究方向是太陽系的形成、演化和目前狀態。LPI是大學太空研究協會轄下的單位，並且接受美國國家航空暨太空總署的科學任務理事會資助。LPI收集並保存大量的月球與行星探測任務資料，並執行許多教育和大眾推廣計畫，以及舉辦研討會和行星科學議題相關出版服務。LPI並且贊助和組織數個在一年中不同時間舉行的研討會，其中包含每年三月在休士頓一帶舉辦的月球與行星科學研討會。

## 外部連結
- 月球與行星研究所官方網站 （页面存档备份，存于）／臉書專頁 （页面存档备份，存于）／推特 （页面存档备份，存于）／Flickr相冊 （页面存档备份，存于）